# Dejan Antić
Dejan Antić, cyr. Дејан Антић (ur. 9 grudnia 1968 w Belgradzie) – serbski szachista i trener szachowy, arcymistrz od 1999 roku.

## Kariera szachowa
Pierwsze sukcesy na arenie międzynarodowej zaczął odnosić na początku lat 90. XX wieku, w 1991 r. otrzymując tytuł mistrza międzynarodowego. W 1996 r. podzielił I m. (wspólnie z m.in. Christosem Banikasem i Igorem Miladinoviciem) w Kawali, natomiast w 1998 r. zwyciężył (wspólnie z Miłko Popczewem) w Jagodinie oraz zajął I m. w międzynarodowych mistrzostwach Serbii w Šabacu. W 2000 r. podzielił II-III m. (za Zlatko Ilinciciem, wspólnie z Ivanem Ivaniseviciem) w rozegranym w Suboticy finale indywidualnych mistrzostw Jugosławii.
W następnych latach odniósł szereg sukcesów, m.in. w:
- Obrenovacu (2001, I m.),
- Belgradzie (2001, dz. II m. za Slavišą Marinkoviciem(inne języki), wspólnie z m.in. Miłko Popczewem i Nebojšą Nikčeviciem),
- Koryncie (2002, dz. II m. za Siergiejem Wołkowem, wspólnie z m.in. Dmitrijem Swietuszkinem i Atanasiosem Mastrowasilisem),
- Leskovacu (2002, mistrzostwa Republiki Serbskiej, II m. za Miodragiem Saviciem),
- Leposaviciu (2003, I m.),
- Kopaoniku (2005, mistrzostwa Serbii i Czarnogóry, dz. II m. za Milosem Perunoviciem(inne języki), wspólnie z Branko Damljanoviciem i Nikolą Djukiciem),
- Seefeld (2005, dz. II m. za Karelem van der Weide, wspólnie z Arkadijem Rotsteinem i Michaiłem Iwanowem(inne języki)),
- Las Vegas (2006, dz. I m. wspólnie z Leonidem Kritzem i Robertem Fontaine'em),
- Vršacu (2006, turniej otwarty memoriału Borislava Kosticia, dz. I m. wspólnie z m.in. Goranem Čabrilo, Boško Abramoviciem i Slobodanem Martinoviciem),
- Sydney (2008, otwarte mistrzostwa Australii, I m.),
- Canberze (2008, turniej Doeberl Cup Premier, dz. II m. za Warużanem Akobjanem, wspólnie z m.in. Merabem Gagunaszwilim i Zhangiem Zhongiem),
- Vrnjačkiej Banji (2008, mistrzostwa Serbii Centralnej, dz. I m. wspólnie z Dusanem Rajkoviciem),
- Belgradzie (2008, dz. I m. wspólnie z Srdjanem Cvetkoviciem(inne języki) i Jonem Gunnarssonem(inne języki)),
- Płowdiwie (2009, otwarte mistrzostwa Bułgarii, dz. I m. wspólnie z m.in. Wasylem Spasowem i Borysem Czatałbaszewem)[2].

Uwaga: Lista sukcesów niekompletna (do uzupełnienia od 2010 roku).
Najwyższy ranking w dotychczasowej karierze osiągnął 1 lipca 2009 r., z wynikiem 2523 punktów zajmował wówczas 22. miejsce wśród serbskich szachistów.